# ورم نخاعي متعدد
الورم النقوي المتعدد أو الورم النقيي المتعدد أو السرطان النخاعي المتعدد أو الورم النخاعي المتعدد (بالإنجليزية: Multiple Myeloma) أو الورم النقيي بلازماوي الخلايا (بالإنجليزية: plasma cell myeloma) هو مرض سرطاني يصيب الخلايا البلازمية من نوع B مما يؤدي إلى تكاثر هذه الخلايا بشكل غير طبيعي وتكدسها في نخاع العظم. يشكل ما نسبته 1% من الأمراض السرطانية بشكل عام و10% من الأصابات بسرطان الدم. معدل عمر المريض عند تشخيص المرض يتراوح ما بين 60-65 عاما. ينتشر المرض بين الأشخاص ذوي الأصول الإفريقية أكثر من البيض والآسيويون.

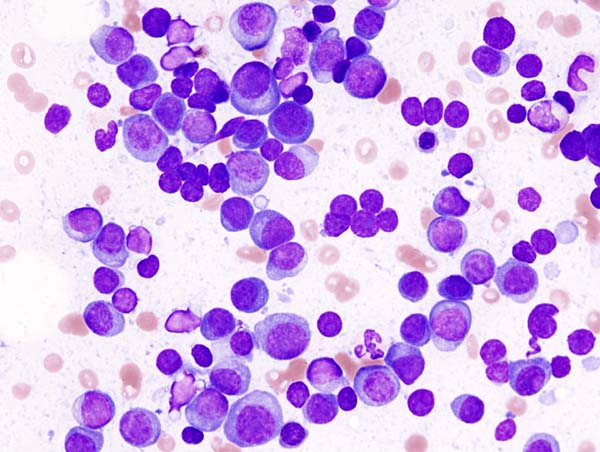
صورة نسيجية لنخاع العظم في حالة المرض

## مسببات المرض
مثل باقي أمراض الدم السرطانية، لا يعرف ما هو المسبب الرئيسي للمرض. بعض الدراسات تشير إلى التعرض للإشعاعات سواء كانت علاجية أو تشخيصية تزيد من نسبة الإصابة بالمرض. التعرض لبعض المركبات الكيميائية كالبنزين والرصاص والمبيدات وصبغات الشعر.

## الفيسيولوجيا المرضية

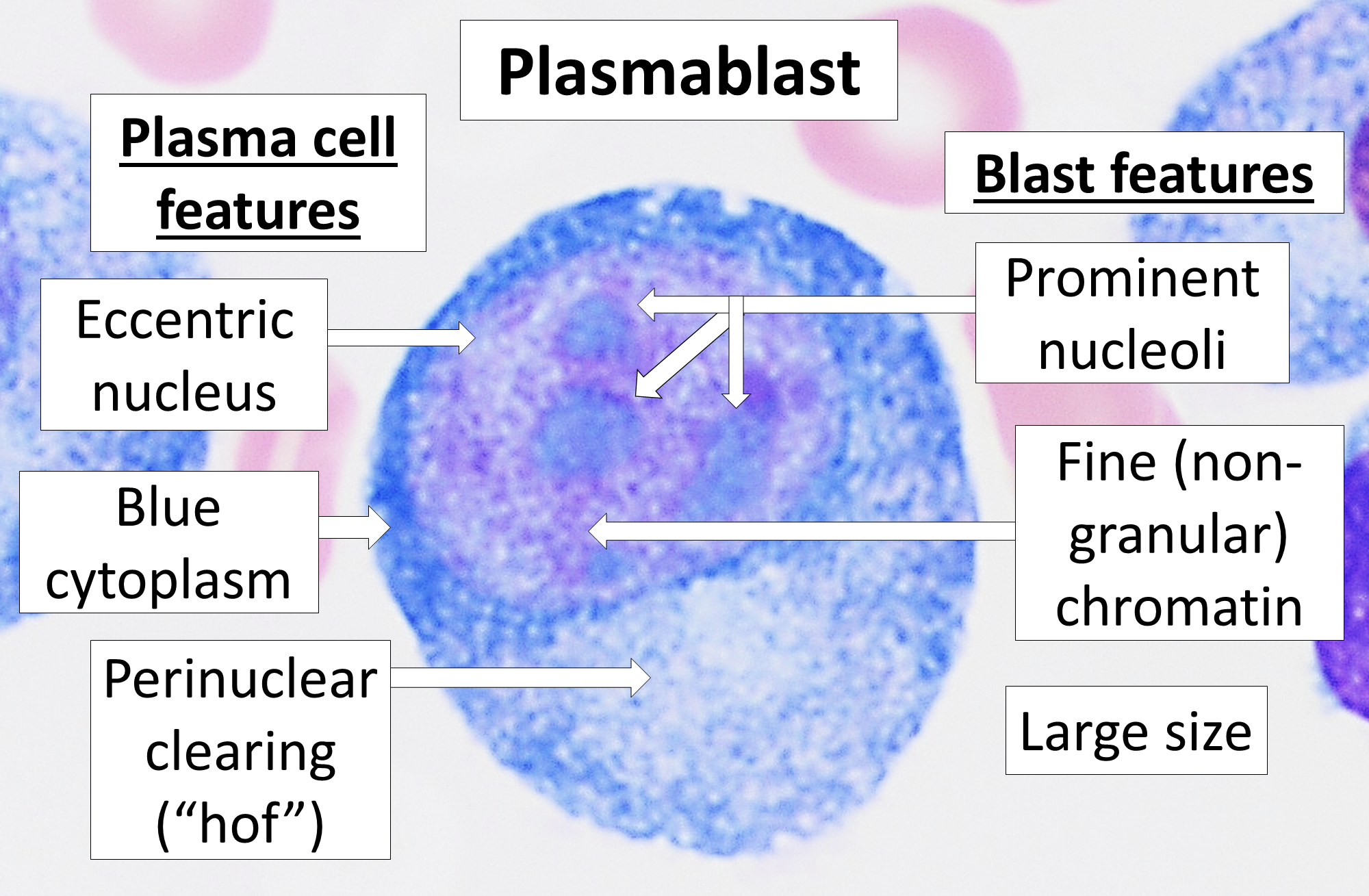
بلازمابلاست، صبغة رايت، من حالة من الورم النقوي المتعدد من النوع البلازمي.

وجد الباحثون عدة اضطرابات جزيئية في الخلابا السرطانية تؤدي إلى حدوث مشاكل في عملية استموات الخلايا ونقل الإشارة ودورة حياة الخلية. مثلا إنترلوكين 6 وهو عبارة عن سايتوكاين يتم إفرازه من الخلايا الموجودة في نخاع العظم. زيادة إفراز هذا المركب يعمل على تنشيط مسارين لنقل الإشارة JAK-STAT وRas-MAP وكلاهما يعمل على زيادة معدل التكاثر للخلايا وتثبيط عملية استموات الخلايا. ومن الجدير بالذكر أن الخلايا السرطانية نفسها تقوم أيضا بإفراز هذا السايتوكاين.
بعض العوامل الأخرى التي تساعد على استمرارية المرض، زيادة التعبير الجيني D1 المسؤول عن تكاثر الخلايا وكذلك تثبيط كل من p15 وp16 المسؤولان عن ضبط عمليات انقسام الخلايا.

## العلامات والأعراض
يظهر المرضى المصابين بالمرض عدة أعراض من أهمها:
- آلام وكسور في العظام نتيجة النشاط المرتفع للخلايا هادمة العظم.
- فقر دم عام وضعف الجهاز المناعي لعدم فعالية الخلايا المسؤولة عن تصنيع مكونات الدم والأضداد.
- اضطرابات في الجهاز البولي نتيجة زيادة الكالسيوم في الدم.

## تشخيص المرض
يُشخص المرض مخبريا بعمل عدة فحوصات وتشمل الفحوصات الوظيفية للكلية وقياس كمية الكالسيوم في الدم وعد مكونات الدم. ويستخدم الترحيل الكهربائي للبروتينات للتحري عن بعض البروتينات الغير طبيعية التي يتم إنتاجها بواسطة الخلايا السرطانية مثل بروتين بنس جونس. للتحري عن أية كسور في العظام يتم تصوير المريض إشعاعيا بواسطة الجهاز الطبقي أو جهاز الرنين المغناطيسي.

## العلاج
يتم علاج المرض باستخدام عدة أساليب وحسب حالة المريض ومرحلة المرض. من أهم طرق العلاج المتبعة هي
- العلاج الكيميائي وذلك بإعطاء المريض جرعات من دواء أو عدة أدوية إما عن طريق الوريد أو عن طريق الفم. من أهم الأدوية التي تستخدم الملفلان وبريدنيسولون (Melphalan and Prednisolone).
- زراعة نخاع العظم: في بعض الحالات وعند عدم نجاح العلاج باستخدام العلاج الكيميائي يلجأ الأطباء إلى زيادة تركيز جرعات العلاج الكيميائي ومن ثم إجراء عملية زراعة نخاع العظم الذاتي. يتم أيضا استخدام زراعة نخاع العظم الخيفي في الحالات المرضية التي تسمح وتحقق شروط معينة مثل عمر المريض ووجود متبرع يطابق المستقبل بنسبة عالية.
- العلاج الإشعاعي ويستخدم إما مع العلاج الكيميائي لتدمير الخلايا السرطانية أو لتهيئة المريض لعملية زراعة نخاع العظم أو يستخدم كمسكن للألم وذلك بعلاج كسور العظام.
- الأدوية المنظِّمة للمناعة: مثل الثالومايد (Thalomid) وريفليمايد (Revlimid) وكلاهما يعملان على تحفيز استموات الخلايا وتثبيط نمو الخلايا السرطانية وضبط وتنظيم إنتاج السايتوكاينات وتثبيط تولد الأوعية الدموية.

## علم الأوبئة
هناك حوالي 45000 شخص في الولايات المتحدة يعيشون مع الورم النقوي المتعدد، وتقدر جمعية السرطان الأمريكية أن حوالي 14600 حالة جديدة يتم تشخيصها كل عام في الولايات المتحدة.
إن الورم النقوي المتعدد يصيب الرجال أكثر من النساء ولكن بنسبة قليلة. الأميركيون الأفارقة وسكان جزر المحيط الهادئ لديهم أعلى نسبة من هذا المرض في الولايات المتحدة. أما الآسيويون فلديهم أدنى نسبة.

## معرض صور

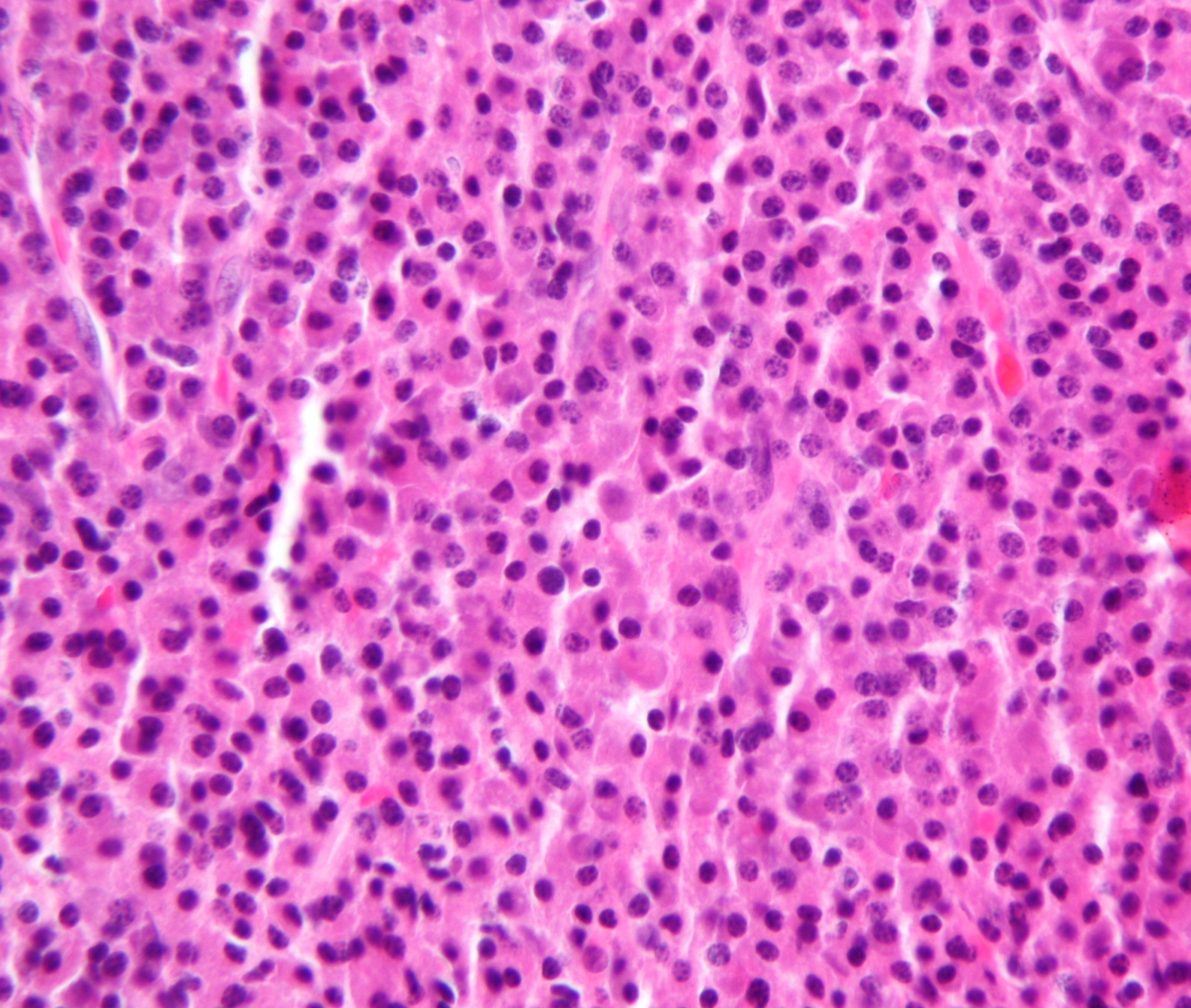
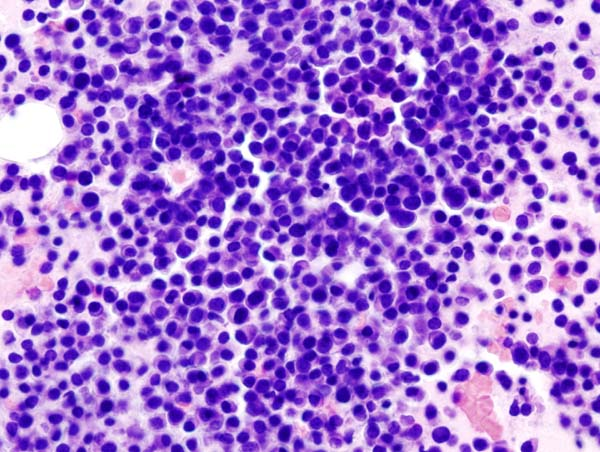
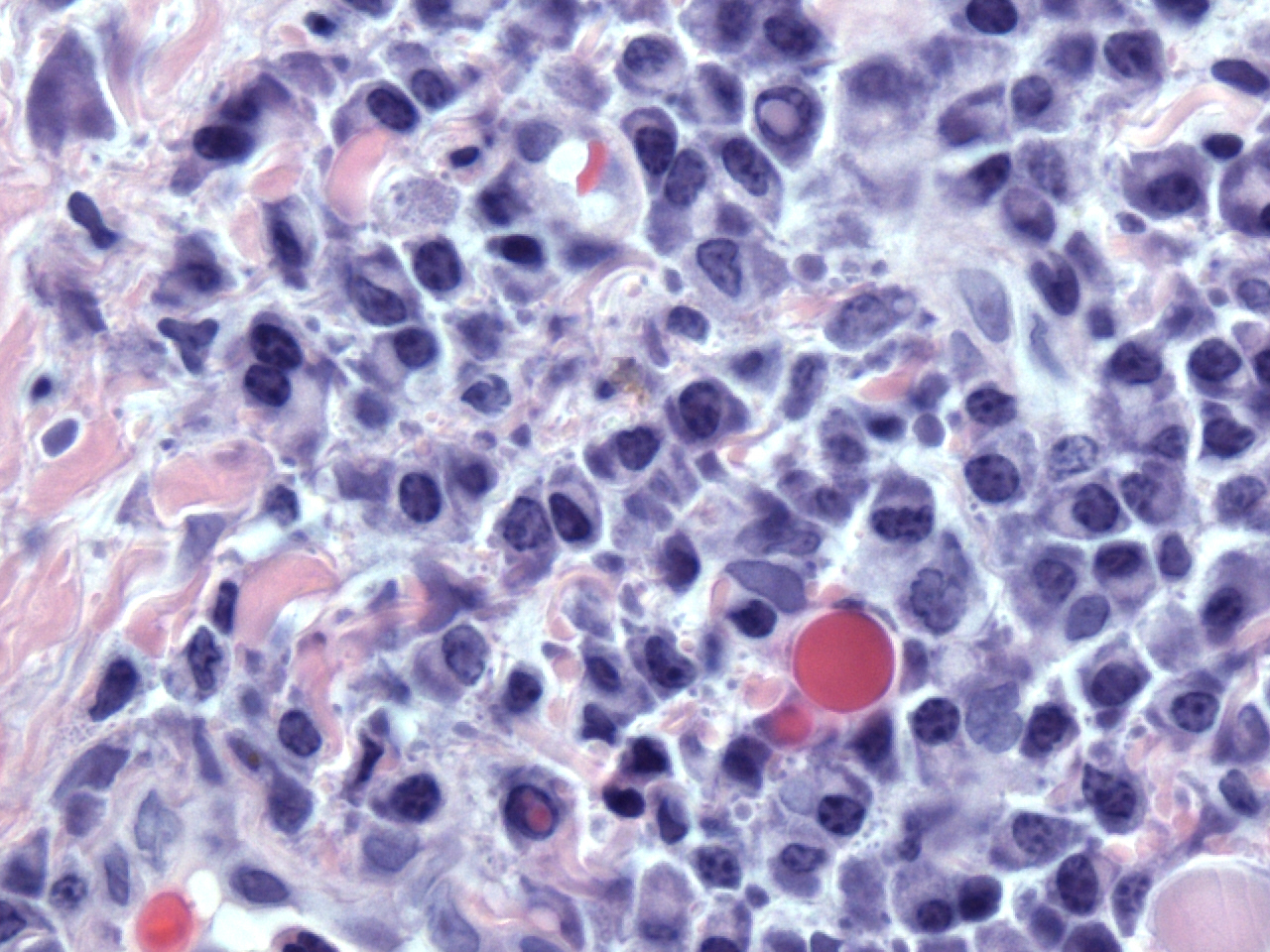
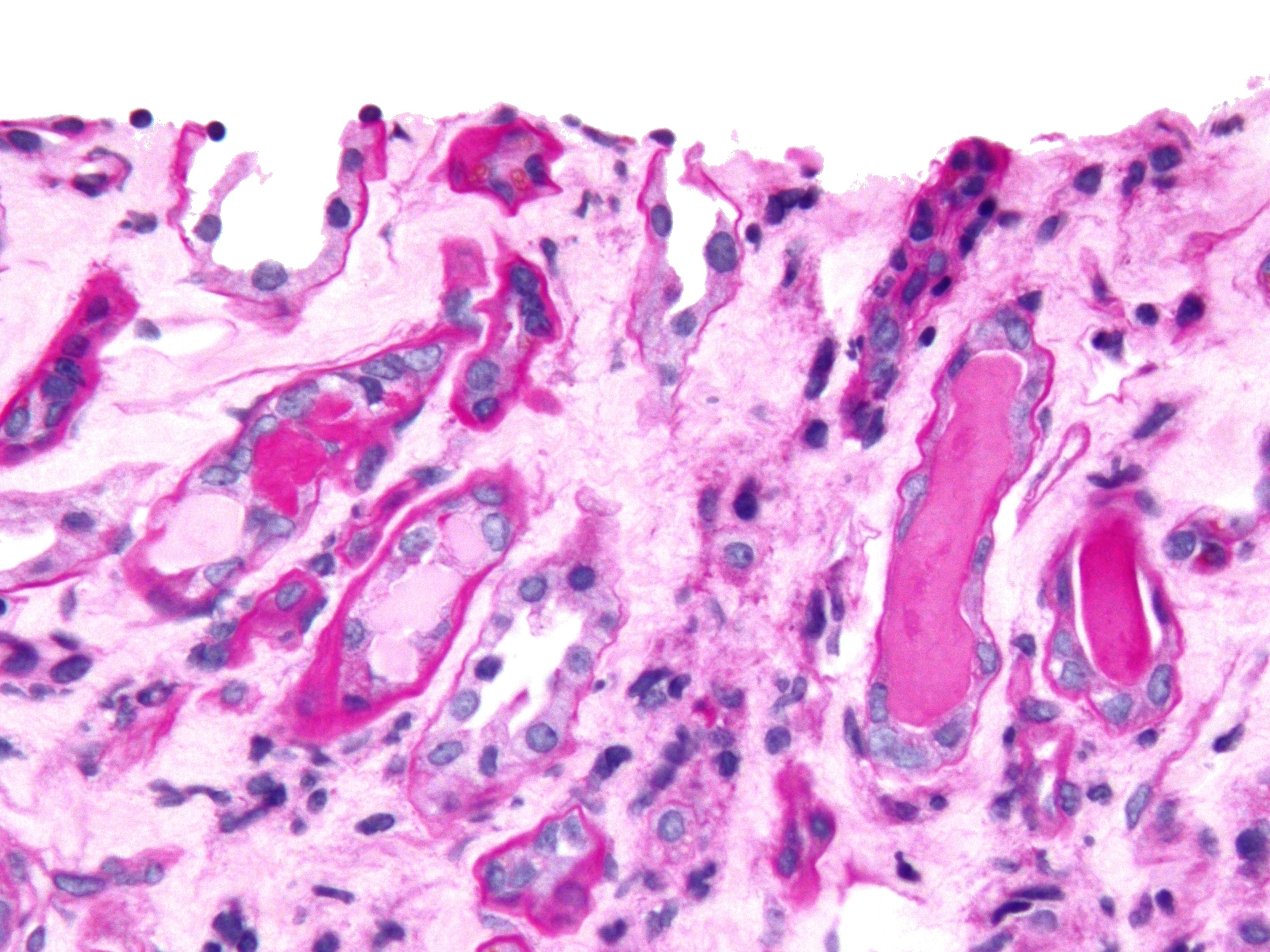